# كونجليتون
كونجليتون (بالإنجليزية: Congleton)‏ هي مدينة أبرشية مدنية تقع ضمن السلطة الموحدة لتشيشير إيست في مقاطعة تشيشير، إنجلترا. تتمركز المدينة على ضفاف نهر داين، على بُعد 21 ميلاً جنوب مانشستر و13 ميلاً شمال مدينة ستوك أون ترينت. وفقًا لتعداد عام 2011، بلغ عدد سكانها 26,482 نسمة.